# Shugendo

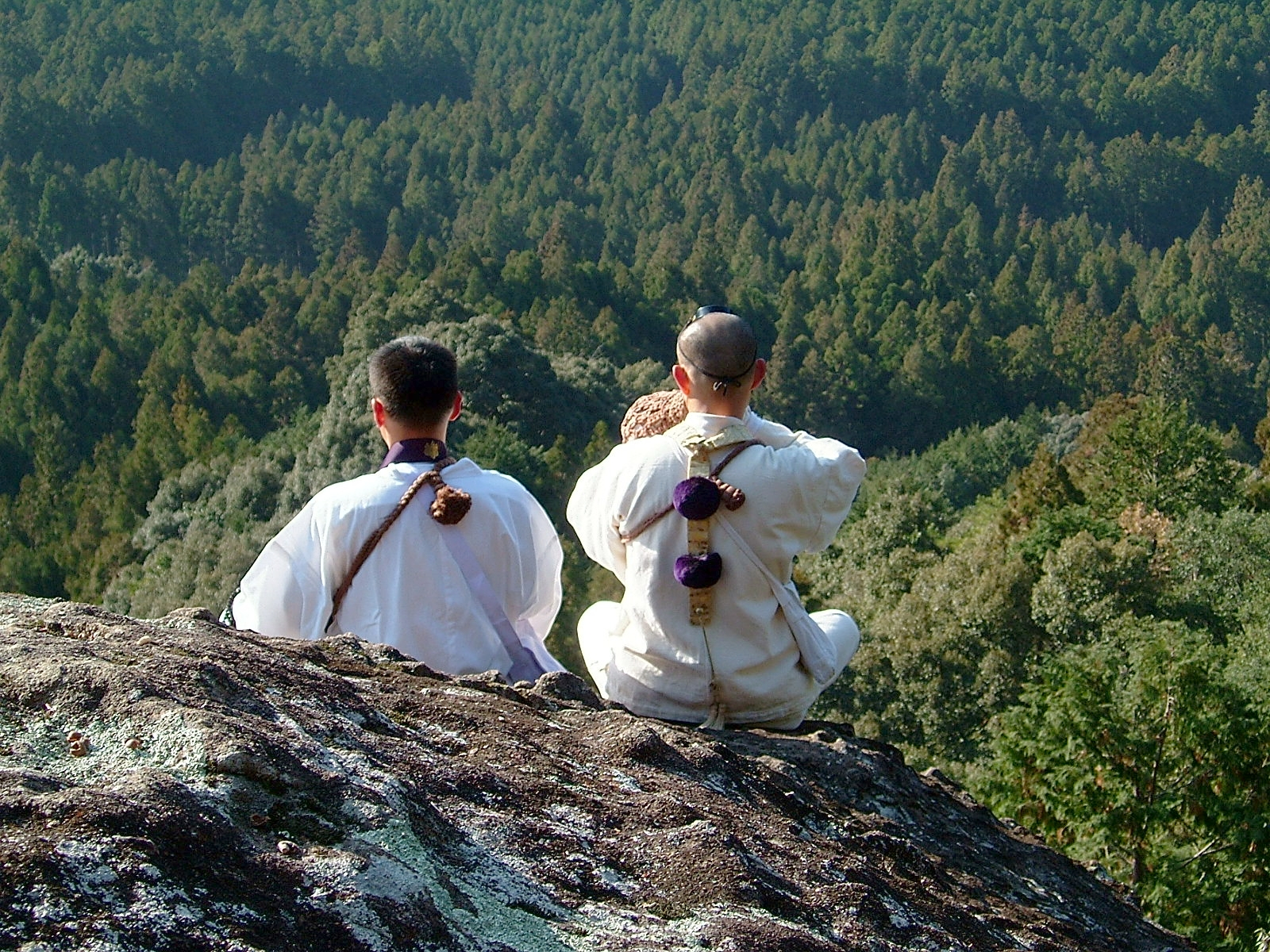
Practicants de Shugendo en les muntanyes de Kumano, Mie.

El Shugendo (en japonès: 修験道) és una pràctica amb una tradició mística - espiritual originada al Japó prefeudal, on la il·luminació era equiparable amb l'assoliment de la unitat dels kami (神). No ha de ser confós amb una religió o una secta Budista sincrètica.
Aquesta percepció de «despertar» per l'experiència es va obtenir a través de la comprensió de les relacions entre l'home i la natura, centrat en l'ascetisme -la pràctica de viure en les muntanyes-. L'enfocament o la meta del Shugendo és el desenvolupament de l'experiència, el poder espiritual, la pau i el contacte amb la felicitat immanent. Amb els rerefons dels cultes de les muntanyes, el Shugendo incorpora creences o filosofies de l'antic xintoisme i de l'animisme popular, i també del taoisme i el budisme esotèric arribats al Japó des de la Xina. L'asceta i místic del segle vii, En no Gyōja, és considerat usualment com el primer organitzador del Shugendo com una doctrina. Shugendo literalment significa «la via dels poders» o «el camí de l'entrenament i la prova» o «el camí al poder espiritual mitjançant la disciplina» entre d'altres.

## Història
Amb els seus orígens en solitari en hiriji en el segle vii, el Shugendo va evolucionar en una amalgamació entre budisme esotèric, el xintoisme i moltes altres religions influents, incloent el taoisme. Van ser amalgamades en el shinbutsu shūgō, i la visió sincrètica de Kūkai va tenir nombroses influències fins al final del període Edo, coexistint amb els elements xintoistes en el Shugendo.
L'any 1613 (període Edo), el Shogunat Tokugawa va emetre una regulació que obligava els temples Shugendo a estar sota els temples budistes Shingon o Tendai.
Durant la Restauració Meiji, quan el xintoisme va ser declarat un estat religiós separat del budisme, el Shugendo va ser censurat, com si fos una superstició que no encaixava per al nou i il·luminat Japó. Alguns temples Shugendo es van convertir oficialment al xintoisme.
En la cultura moderna, el Shugendo és practicat principalment per les sectes budistes Tendai i Shingon, retenint la seva influència en la religió i la cultura japonesa. Alguns dels temples són: Kinpusen-ji a Yoshino (Tendai), Santuari Ideha a Dewa Sanzan, Daigo-ji a Kioto (Shingon) 

## Seguidors
Aquells que practiquen Shugendo són denominats de dues formes. Un terme, shugenja (修験者) es deriva del terme shugendo, que significa «una persona que s'entrena i prova», que és «una persona de shugen». L'altre terme, yamabushi (山伏), significa «el que s'oculta en les muntanyes». Criatures sobrenaturals apareixen regularment com a yamabushi en la mitologia i folklore japonès, com és evident en alguns contes del llegendari Sōhei Saitō Musashibō Benkei i de la deïtat Sojobo, rei dels Tengu -esperits de la muntanya-. Els practicants del shugendo són els més grans descendents dels antics monjos Kōya Hijiri del segle VIII i IX.